# Mistrzostwa Europy w Lekkoatletyce 1978 – dziesięciobój mężczyzn

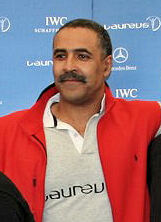
Daley Thompson w 2007

Dziesięciobój mężczyzn był jedną z konkurencji rozgrywanych podczas XII mistrzostw Europy w Pradze. Został rozegrany 30 i 31 sierpnia 1978 roku. Zwycięzcą tej konkurencji został reprezentant Związku Radzieckiego Aleksandr Griebieniuk. W rywalizacji wzięło udział dwudziestu czterech zawodników z trzynastu reprezentacji.

## Rekordy
| Rekord świata     | Bruce Jenner (USA)          | 8634 (8617) | Montreal, Kanada | 29-30.07.1976 |
| Rekord Europy     | Mykoła Awiłow (SUN)         | 8466 (8456) | Monachium, RFN   | 07-08.09.1972 |
| Rekord Europy     | Aleksandr Griebieniuk (SUN) | 8400 (8478) | Ryga, ZSRR       | 02-03.07.1977 |
| Rekord mistrzostw | Ryszard Skowronek (POL)     | 8230 (8207) | Rzym, Włochy     | 06-07.09.1974 |

## Wyniki
| Poz. | Zawodnik              | Punkty      | 100     | W dal  | Kula    | Wzwyż  | 400     | 110 ppł | Dysk    | Tyczka | Oszczep | 1500    |
| ---- | --------------------- | ----------- | ------- | ------ | ------- | ------ | ------- | ------- | ------- | ------ | ------- | ------- |
| 1    | Aleksandr Griebieniuk | 8377 (8340) | 11,02 s | 6,94 m | 15,93 m | 2,01 m | 48,88 s | 14,43 s | 48,42 m | 4,50 m | 67,74 m | 4:24,4  |
| 2    | Daley Thompson        | 8257 (8289) | 10,69 s | 7,93 m | 14,69 m | 2,04 m | 47,77 s | 15,28 w | 43,52 m | 4,30 m | 59,80 m | 4:22,84 |
| 3    | Siegfried Stark       | 8224 (8208) | 11,17 s | 7,30 m | 15,04 m | 1,95 m | 49,57 s | 15,12 w | 44,52 m | 4,90 m | 69,00 m | 4:24,0  |
| 4    | Sepp Zeilbauer        | 7969 (7988) | 11,12 s | 7,32 m | 14,81 m | 1,92 m | 49,55 s | 14,61 s | 45,22 m | 4,70 m | 60,36 m | 4:41,6  |
| 5    | Jurij Kucenko         | 7918 (7988) | 11,02 s | 7,24 m | 14,82 m | 1,98 m | 49,23 s | 15,34 s | 43,76 m | 4,40 m | 57,74 m | 4:22,9  |
| 6    | Roger Kanerva         | 7923 (7945) | 11,18 s | 7,22 m | 13,32 m | 2,01 m | 49,62 s | 15,28 s | 41,82 m | 4,80 m | 61,60 m | 4:25,4  |
| 7    | Johannes Lahti        | 7875 (7913) | 10,86 s | 7,08 m | 14,06 m | 2,07 m | 49,64 s | 15,00 s | 41,36 m | 4,00 m | 67,98 m | 4:36,7  |
| 8    | Rainer Pottel         | 7883 (7900) | 11,05 s | 7,40 m | 15,05 m | 1,92 m | 48,04 s | 14,89 s | 32,80 m | 4,90 m | 56,24 m | 4:29,5  |
| 9    | Holger Schmidt        | 7778 (7829) | 10,96 s | 7,16 m | 15,74 m | 1,95 m | 49,66 s | 14,84 s | 48,12 m | 4,10 m | 59,82 m | 5:01,1  |
| 10   | Yves Le Roy           | 7748 (7780) | 11,27 s | 7,17 m | 14,38 m | 1,89 m | 49,65 s | 15,11 s | 47,96 m | 4,70 m | 56,32 m | 4:46,6  |
| 11   | Thierry Dubois        | 7664 (7705) | 10,99 s | 7,23 m | 13,78 m | 1,95 m | 49,58 s | 14,97 s | 42,82 m | 4,00 m | 66,80 m | 4:54,4  |
| 12   | Władimir Burjakow     | 7629 (7670) | 11,45 s | 7,12 m | 14,01 m | 1,95 m | 50,20 s | 15,11 s | 40,58 m | 4,70 m | 57,86 m | 4:37,7  |
| 13   | Jürgen Hingsen        | 7585 (7640) | 11,39 s | 7,39 m | 13,94 m | 1,98 m | 50,22 s | 15,33 s | 39,72 m | 4,10 m | 58,66 m | 4:28,47 |
| 14   | Dietmar Schauerhammer | 7548 (7635) | 10,81 s | 7,21 m | 14,91 m | 1,86 m | 47,59 s | 15,02 s | 41,96 m | 4,00 m | 51,70 m | 4:52,0  |
| 15   | Atanas Andonow        | 7527 (7590) | 11,15 s | 6,94 m | 13,54 m | 1,92 m | 51,00 s | 14,77 s | 41,50 m | 4,40 m | 58,34 m | 4:39,4  |
| 16   | Jaromír Frič          | 7469 (7516) | 11,39 s | 7,08 m | 13,58 m | 1,92 m | 50,76 s | 15,40 s | 45,32 m | 4,80 m | 52,98 m | 4:55,0  |
| 17   | Armin Tschenett       | 7266 (7362) | 10,98 s | 7,01 m | 13,15 m | 1,92 m | 48,74 s | 15,47 s | 34,30 m | 4,10 m | 49,14 m | 4:30,8  |
| 18   | Christer Lythell      | 7287 (7362) | 11,39 s | 7,17 m | 13,55 m | 1,83 m | 50,12 s | 15,43 s | 45,42 m | 4,00 m | 53,08 m | 4:41,7  |
| 19   | Elías Sveinsson       | 7225 (7317) | 11,24 s | 6,17 m | 14,17 m | 1,95 m | 51,50 s | 15,48 s | 43,64 m | 4,20 m | 57,14 m | 4:44,8  |
| 20   | Luděk Pernica         | 7203 (7290) | 11,55 s | 6,72 m | 13,43 m | 1,89 m | 51,41 s | 15,18 s | 42,46 m | 4,30 m | 48,90 m | 4:29,64 |
| 21   | Árpád Kiss            | 7103 (7202) | 11,34 s | 6,83 m | 14,45 m | 1,95 m | 51,02 s | 15,05 s | 42,20 m | 3,80 m | 50,88 m | 5:02,0  |
| 22   | Kenneth Riggsberger   | 6957 (7063) | 11,39 s | 6,62 m | 13,46 m | 1,80 m | 50,15 s | 16,08 s | 39,60 m | 4,20 m | 50,88 m | 4:41,5  |
| –    | Georg Werthner        | DNF         | 11,39 s | 7,11 m | 13,46 m | 1,92 m | 50,49 s | 15,48 s | 35,92 m | 4,20 m | 68,70 m | –       |
| –    | Guido Kratschmer      | DNF         | DNF     | –      | –       | –      | –       | –       | –       | –      | –       | –       |